# Гусевской охотничий заказник №1
Гусевской охотничий заказник № 1 — упразднённый государственный природный охотничий заказник регионального значения во Владимирской области.

## История
С целью сохранения и увеличения охотничьих богатств области решением исполкома Владимирского областного совета депутатов от 28.09.1972 № 1149 на территории Гусь-Хрустального района был организован охотничий заказник площадью 14 000 га.

Переутверждён решением исполкома Владимирского областного совета от 30.01.1976 № 76 в границах от 28.09.1972, сроком на 10 лет.
В 1998 году на месте бывшего охотничьего заказника «Гусевской № 1» в тех же границах образован государственный природный зоологический заказник «Гусевской № 1».
В настоящее время территория бывшего заказника относится к Гусевскому охотничьему угодью, которое находится в пользовании ООО «Гусевской арматурный завод „Гусар“».

## Физико-географическая характеристика территории заказника

### Расположение
Государственный Гусевской охотничий заказник № 1 регионального значения располагался на территории Гусь-Хрустального района к востоку от г. Гусь-Хрустального, на границе с Судогодским административным районом.

### Граница
С севера — от селения Семёновка по просёлочной дороге до села Губцево и далее на восток по просёлочной дороге до деревни Язвицы.
С востока — от селения Язвицы на юг по просёлочной дороге до селения Прокшино и далее да селения Лесниково.
С юга — от селения Лесниково на запад по просёлочной дороге через селения Нармочь — Починки — Селимоово и до селения Никулино.
С запада — от селения Никулино по просёлочной дороге через селения Вешки — Федотово и до селения Семёновка.